# Żerebkowicze
Żerebkowicze (biał. Жарабковічы; ros. Жеребковичи) – agromiasteczko na Białorusi, w obwodzie brzeskim, w rejonie lachowickim, w sielsowiecie Żerebkowicze, przy drodze republikańskiej R103.
Znajduje tu się przystanek kolejowy Żerebkowicze, położony na linii Osipowicze – Baranowicze.

## Historia
W XIX i w początkach XX w. wieś i folwark położone w Rosji, w guberni mińskiej, w powiecie słuckim. Należały do klucza lachowickiego Kossakowskich.
W dwudziestoleciu międzywojennym wieś i folwark leżące w Polsce, w województwie nowogródzkim, w powiecie baranowickim, w gminie Lachowicze. W 1921 wieś liczyła 619 mieszkańców, zamieszkałych w 119 budynkach, w tym 613 Białorusinów i 6 Polaków. 618 mieszkańców było wyznania prawosławnego i 1 rzymskokatolickiego. Folwark liczył zaś 30 mieszkańców, zamieszkałych w 3 budynkach, w tym 28 Polaków i 2 Białorusinów. 16 mieszkańców było wyznania rzymskokatolickiego i 14 prawosławnego.
Po II wojnie światowej w granicach Związku Sowieckiego. Od 1991 w niepodległej Białorusi.